# Pirimetamină
Pirimetamina este un medicament antiprotozoaric derivat de diaminopirimidină, fiind utilizat în tratamentul unor infecții protozoarice. Calea de administrare disponibilă este cea orală.
Molecula a fost descoperită în 1952 și a fost aprobată pentru uz medical în anul 1953. Se află pe lista medicamentelor esențiale ale Organizației Mondiale a Sănătății. Este disponibil sub formă de medicament generic în Statele Unite, începând cu februarie 2020.

## Utilizări medicale
Pirimetamina este utilizată în tratamentul următoarelor infecții / infestații:
- infecții cauzate de Cystoisospora belli (izosporiază), în asociere cu leucovorin
- toxoplasmoză, în asociere cu leucovorin și/sau sulfadiazină
- pneumonie cauzată de Pneumocystis jirovecii
- malarie cauzată de Plasmodium falciparum și Plasmodium vivax[14] (de obicei profilaxie), în puține țări, întrucât au apărut forme variate rezistente la pirimetamină.[15]